# Universidad de Puerto Rico en Río Piedras
La Universidad de Puerto Rico, Recinto de Río Piedras (UPRRP) es una universidad estatal ubicada en la ciudad de San Juan, Puerto Rico. La UPRRP es el campus más grande del Sistema de la Universidad de Puerto Rico y la primera universidad pública en la historia de Puerto Rico.

## Historia

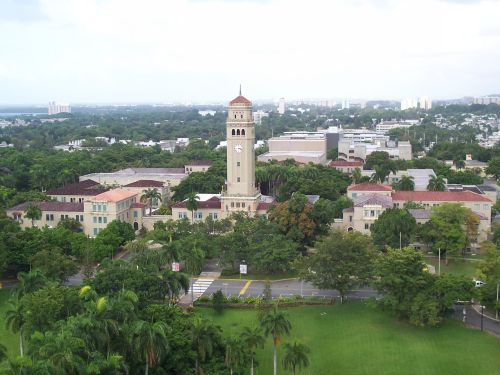
La Universidad de Puerto Rico, Recinto de Río Piedras y su torre.

En 1900, se fundó la Escuela Normal Industrial en Fajardo como la primera institución de educación superior en Puerto Rico, dedicada a aquellos que se convertirían en maestros en la Isla. En ese momento, solo contaba con 20 estudiantes y 5 profesores.
Un año después, en 1901, fue trasladada al pueblo de Río Piedras, porque las carreteras hacia Fajardo estaban en terribles condiciones. En el tranquilo y favorable ambiente de estudios alrededor de lo que era conocido como "La Convalecencia" (la residencia de verano de los gobernadores españoles de Puerto Rico) fue establecida temporalmente la Escuela Normal. Sus objetivos continuaban siendo la formación de nuevos maestros para la Isla.
El 12 de marzo de 1903, bajo la administración del Comisionado de Instrucción Pública, Samuel McCune Lindsay, la Segunda Asamblea Legislativa aprobó la ley creando la Universidad de Puerto Rico en Río Piedras, traspasando a la institución todos los fondos de la Escuela Normal Insular. Esta escuela se convirtió en el primer Departamento de la Universidad, origen de la que ahora se conoce como la Facultad de Educación y el núcleo de la Universidad de Puerto Rico.
Ahora Legalmente Instituida, la Universidad de Puerto Rico, terminó su primer año académico (1903-1904) con 173 estudiantes matriculados. Debido a la escasez de maestros en la Isla, la mayoría de esos estudiantes recibieron designación del Departamento de Instrucción Pública para enseñar en escuelas sin haber terminado los cuatro años de universidad. Esto explica porqué en la primera graduación el 17 de junio de 1907 solo se graduaron 13 estudiantes. En esta clase se graduaron reconocidas figuras como Carlota Matienzo, Isabel Andréu, Loaíza Cordero, Marina Roviro, y Juan Herrero. En el 1908, el Congreso de los Estados Unidos extiende a Puerto Rico la ayuda financiera que confería el Morrill Act. De este modo, la Universidad de Puerto Rico se convirtió en un land-grant university y adoptó el modelo de programación académica de las universidades norteamericanas, a diferencia de las otras universidades latinoamericanas que continuaron con el estilo europeo.
El 22 de septiembre de 1913 abrieron los Departamentos de Leyes y Farmacología. En ese entonces, la Universidad solo exigía diploma de octavo grado, pero con la expansión de sus cursos, los requisitos también aumentaron. Después de 1917, el Departamento de Artes Liberales, Farmacología y Leyes requería diploma de Escuela Superior.
Curiosamente la pequeña campana que se utilizaba en aquel tiempo para llamar a los estudiantes a sus clases, era tocada por Demetrio Valdejulli, quien realizó esta labor hasta 1920.
El 21 de febrero de 1931, el Dr.Carlos E. Chardón fue designado rector de la Universidad. Debido a sus esfuerzos e influencias una cantidad generosa de dinero fue asignada a la Universidad. Este dinero fue utilizado para realizar expansiones a los edificios del Campus de Río Piedras y Mayagüez. Esto convirtió a la Universidad de Puerto Rico en un centro de prestigio. Chardón cesó en su puesto de rector en 1936, siendo sucedido por Juan B. Soto. La parte más importante de este periodo fue la expansión de los edificios de la Universidad como parte del plan de rehabilitación de Puerto Rico.

### Arquitectura en el recinto de Río Piedras de la Universidad de Puerto Rico
La Universidad de Puerto Rico fue establecida en Río Piedras en 1903. Los primeros edificios construidos fueron la Escuela Normal (1902), la Escuela Modelo (1903) y la Residencia del Principal (1903), próximos a la carretera Central (hoy la Avenida Ponce de León). Durante varios años la construcción en la Universidad ocurrió de manera más o menos espontánea. En 1908, la firma Clark, Howe y Homer intervinieron la Escuela Modelo, dándole una fachada en hormigón al Estilo de las Misiones Californianas. En 1909, se construyó el edificio para la Lechería en un área agrícola al este del núcleo académico. Para 1911 se construyeron unos Talleres de Artes Manuales y también se proyectó el edificio para la Biblioteca y Gimnasio, conocido como el Paraninfo, al igual que el gran stand, gradas y verja, hoy demolidos. Ya en 1912 comenzó la construcción del Memorial Hall (edificio Baldorioty) y en 1918 se proyectó un edificio para Leyes y Farmacia. En 1924, se contrató la firma norteamericana de urbanistas Benett, Parson y Frost para elaborar un plan maestro para el desarrollo futuro de la Universidad. No fue hasta 1935, con el establecimiento de la PRRA y la gran cantidad de fondos federales que ésta invirtió en obras públicas en Puerto Rico, que se comenzó a diseñar y construir parcialmente el llamado Plan Parson. Bajo la supervisión del arquitecto Rafael Carmoega, un grupo de arquitectos se dieron a la tarea de diseñar los edificios del “Cuadrángulo”. Sin embargo, a partir de la década de 1940, un nuevo planteamiento arquitectónico que descartaba los vocabularios históricos e incorporaba el vanguardismo aprendido en Alemania y en los talleres de Frank Lloyd Wright surgía de la mano de Henry Klumb. Durante 20 años Klumb fungió como arquitecto de la Universidad hasta que en 1966 se contrató a la firma Toro y Ferrer para la proyección del nuevo edificio para la Facultad de Estudios Generales. Otros edificios para el Recinto de Río Piedras han sido diseñados por el arquitecto Antonio Marqués Carrión (facilidades deportivas, 1971); el arquitecto José Firpi (residencia Torre Norte, 1971); la firma Reed, Torres, Beauchamp y Marvel (la hoy Facultad de Educación, 1974 y la primera expansión de Ciencias Naturales, 1978); García y Landrau (segunda fase de expansión de Ciencias Naturales,1989); GDO Arquitectos (Escuela de Arquitectura , 2003) y Toro Ferrer (nuevo Estudios Generales, 2007). El Archivo de Arquitectura y Construcción de la Universidad de Puerto Rico (AACUPR) custodia la colección Universidad de Puerto Rico. De aproximadamente 18 pies cúbicos en volumen, la colección incluye dibujos arquitectónicos, fotografías y documentos textuales. La serie Dibujos Arquitectónicos incluye hasta el momento, 77 proyectos procesados con registros electrónicos disponibles a través del catálogo en línea de la Universidad de Puerto Rico. La primera parte de la colección fue cedida en custodia por la Oficinas de Programación y Desarrollo Físico de la Universidad de Puerto Rico en 1991. Otros documentos fueron transferidos del Archivo Central de la Universidad de Puerto Rico en 1995-1996. Transferencias periódicas se llevan a cabo desde la Oficina de Desarrollo Físico, según progresa su proyecto de digitalización de sus documentos de trabajo.

### La Torre

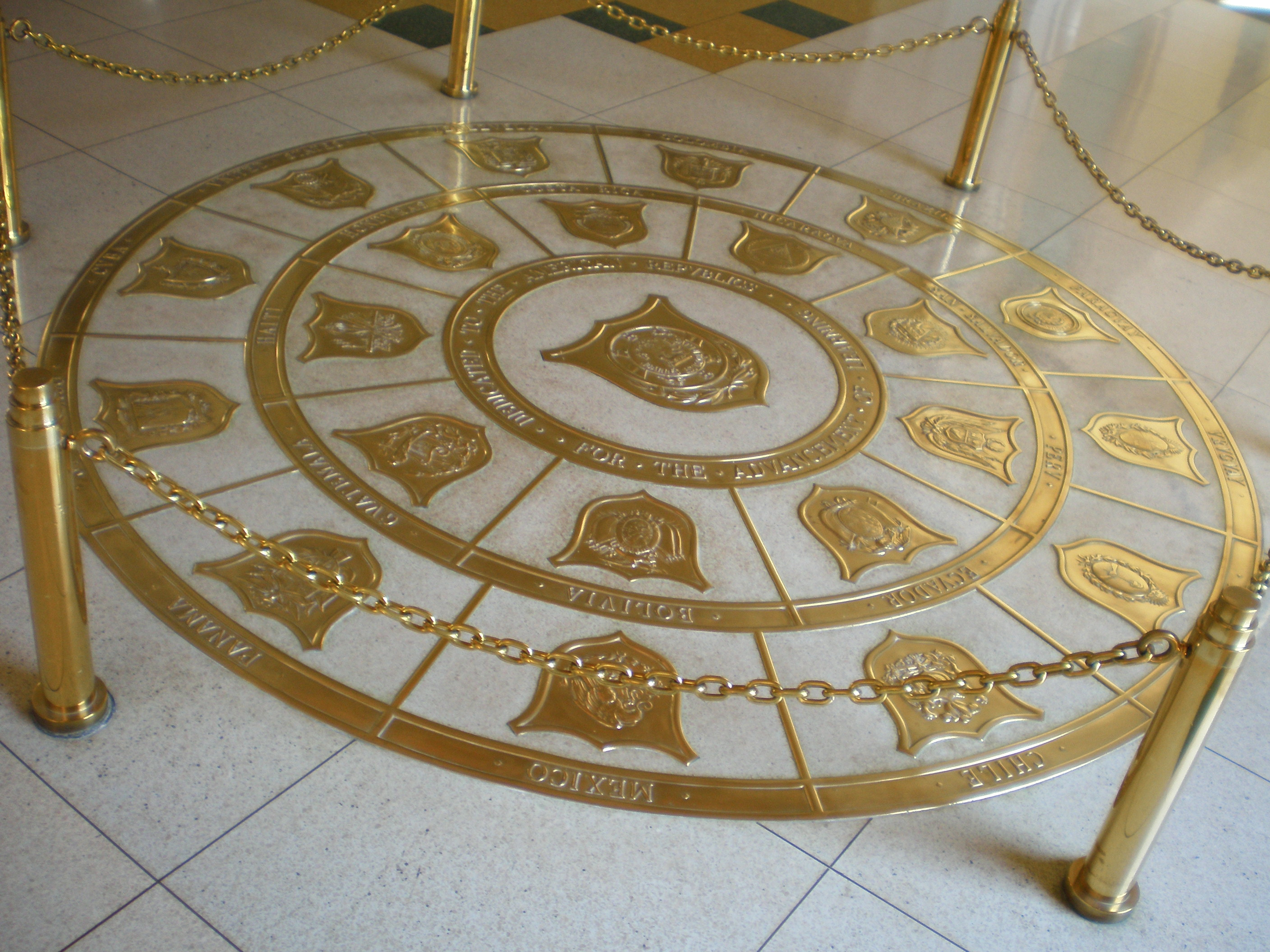
El círculo de bronce en el interior de la torre.

En 1936, el arquitecto Rafael Carmoega, trabajando bajo la Administración de Reconstrucción de Puerto Rico (PRRA), diseñó la distintiva torre del reloj de la Universidad de Puerto Rico basada en el Plan Parsons de 1924. La emblemática torre universitaria construida en 1937 recibió el nombre de Franklin Delano Roosevelt, quien era el presidente de Estados Unidos en ese momento, en reconocimiento por el interés y ayuda que brindó a la Universidad durante su construcción. La Torre (como es conocida popularmente) se encuentra en el Edificio Román Baldorioty de Castro.

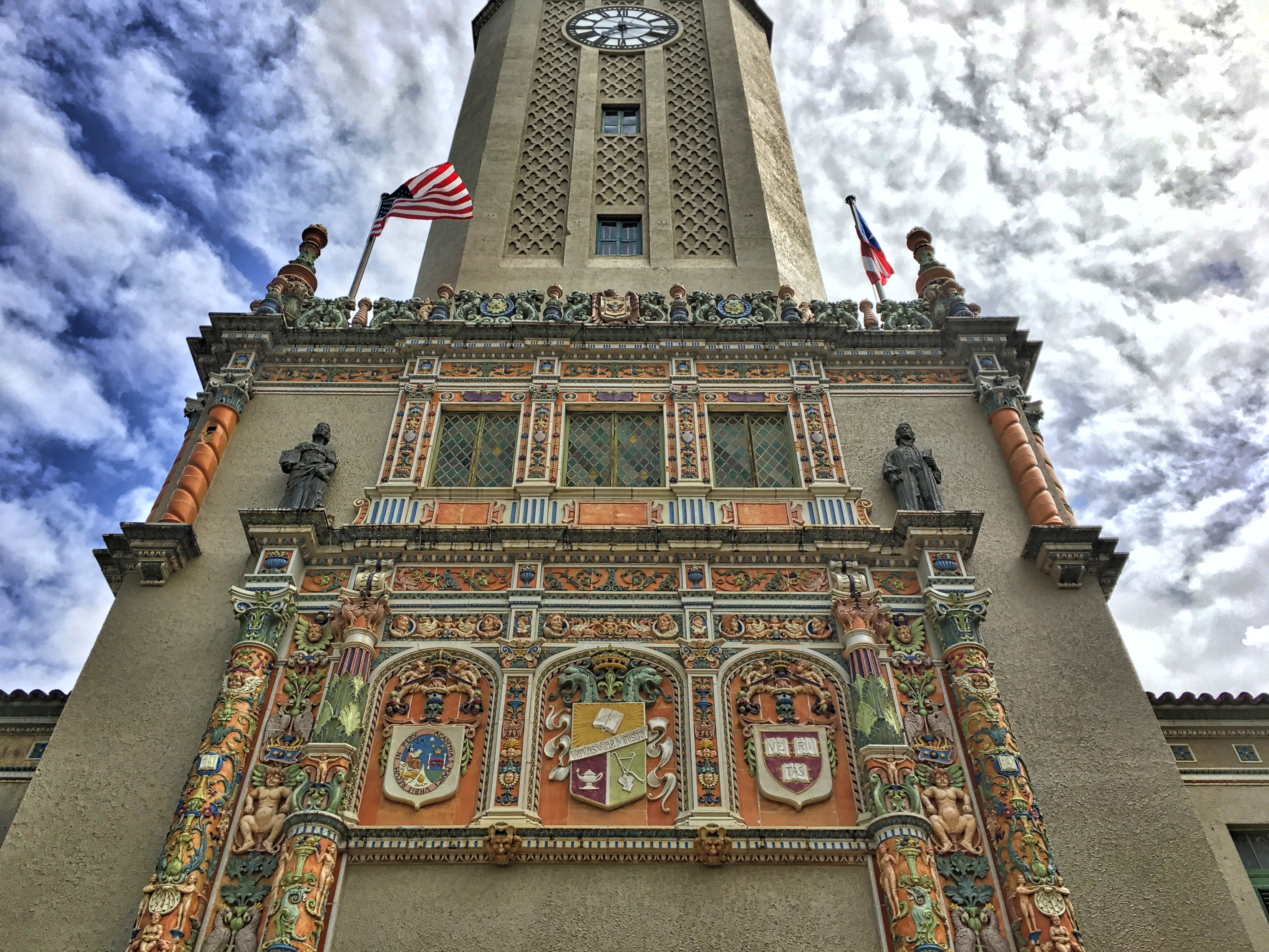
La "Torre del Reloj" de la Universidad de Puerto Rico incluye los escudos de la Universidad de Harvard (derecha) y la Universidad de San Marcos (izquierda), al ser estas las universidades más antiguas de Estados Unidos de América y de Las Américas.
(La Universidad Nacional Autónoma de México es la más antigua de Norteamérica).
La Universidad de Puerto Rico aspira heredar de estas históricas universidades sus centenarias tradiciones educativas.

En la entrada de la Torre están colocados los escudos de armas de las naciones americanas en un círculo de bronce, como símbolo de la Unión Panamericana.

### Luchas Estudiantiles
La Universidad fue foco de agitación social entre los años de 1960 y 1970, cuando estudiantes nacionalistas y procomunistas protestaron por la independencia de Puerto Rico y por la presencia del ROTC en el campus, que culminó con la quema del edificio. En 1970 la estudiante Antonia Martínez fue asesinada por un oficial de la policía en medio de los disturbios. Un mural de ella y su historia fue creado en el Departamento de Humanidades.
En el 2010 el recinto fue foco de las protestas contra la quota y recortes al sistema UPR. De la misma manera durante la Gran Huelga 2017 el recinto fue sede de manifestaciones.

## División Administrativa
Hay cuatro decanatos:
- Asuntos Académicos
- Asuntos Estudiantiles
- Estudios Graduados e Investigación
- Administración

### Decanato de Asuntos Académicos
El Decanato de Asuntos Académicos busca la excelencia académica, dando guía y orientación en el manejo y planificación con el Plan Estratégico del Campus. Este implanta políticas académicas y busca la efectividad y mejoramiento de todo el personal. Promueve y diseña las investigaciones institucionales y coordina los procesos de acreditación. Además evalúa los programas ofrecidos por la Universidad y trata de mejorar la efectividad institucional.
Es responsable del desarrollo apropiado de los servicios en las bibliotecas, registro, admisiones y educación continua. Este aconseja al Rector y a las unidades adecuadas, como el Consejo Administrativo y el Senado Académico en el desarrollo de nuevas políticas y eficacia de los procesos, planificación y decisiones académicas.
Está organizado con un Decano dirigiendo con la ayuda de Decanos Asociados y 3 Decanos Auxiliares, cada uno designado a ciertas áreas importantes como Estudiantes Extranjeros, Estudios Generales, Facultad de Comercio, Sistemas de Biblioteca, etcétera.

### Decanato de Asuntos Estudiantiles
El Decanato de Estudiantes es la organización líder, comprometida con la siempre cambiante población académica. Tratan de brindar los recursos económicos más avanzados para que estos sean deayuda en los servicios que la Universidad brinda a los estudiantes.
Su misión establecida es "proveer a los estudiantes con servicio de calidad para atender y satisfacer las necesidades para propiciar el bienestar físico, social, emocional y recreacional del estudiante" según aparece escrito en su página de internet.
Algunos de los servicios que brinda en la Universidad son:
- Servicios Médicos
- Actividades Culturales
- Asistencia Económica
- Orientación

### Decanato de Estudios Graduados e Investigación
El Decanato promueve, coordina y facilita iniciativas para desarrollar programas graduados, labor creativa e investigaciones. A la vanguardia de los cambios en educación superior, manejo académico, comunidades de aprendizaje, y tecnología, el DEGI (Decanato de Estudios 'Graduados e Investigación) busca que los cambios en las estructuras del Recinto mejoren el ambiente institucional en todas las áreas, principalmente aquellas donde los estudios graduados impactan más. Debe ser propulsor de cambios favorables en la institución.
Las facultades relacionadas son:
- Escuela de Arquitectura
- Escuela de Comunicación
- Escuela de Derecho
- Facultad de Administración de Empresas
- Escuela Graduada de Ciencias y Tecnologías de la Información
- Escuela Graduada de Planificación
- Facultad de Ciencias Naturales
- Facultad de Ciencias Sociales
- Facultad de Educación
- Facultad de Humanidades

Algunas de las investigaciones hechas por el Decanato son:
- Análisis sociocultural de las prácticas consumeristas del Puerto Rico contemporáneo
- La comunicación vía computadoras en el estudio de la sicología
- Un estudio de la violencia en Puerto Rico

El lema del Decanato es "Aprendiendo del pasado, transformamos el presente, para construir el futuro."

### Decanato de Administración
El Decanato de Administración es la unidad que ofrece servicios esenciales a la comunidad universitaria: este implementa y vela por el cumplimiento de las reglamentaciones que rigen los procesos administrativos del Campus y del sistema universitario completo. Planifica, coordina, evalúa y supervisa las labores relacionadas con diferentes procesos administrativos y operacionales, pero sobre todo, aseguran servicios de calidad que tienen un aspecto positivo en la vida estudiantil, escenarios de aprendizaje y enseñanza, áreas de investigación y comodidades en las áreas laborales de acuerdo a la misión del Campus y la administración pública que ordena la Universidad.
Además del énfasis en la calidad del servicio, trabajan para fortalecer los componentes de aprendizaje y para establecer políticas y prácticas que lleven a una reducción en su rol. Para realizar esta labor, el Decanato de Administración tiene la oficina del Decano y seis oficinas principales, estas son:
- Finanzas
- Compras y Materiales
- Biblioteca Universitaria
- Oficina de Recursos Humanos
- Comité de ética gubernamental
- Servicios Complementarios

Al mismo tiempo la Oficina de Servicios Complementarios está constituido por siete unidades:
- Correo Interno y Mensajería
- Centro de Reproducción
- Archivos Centrales
- División de Imprenta
- Servicios de Alimentos
- Servicios Telefónicos

## Escuelas y Facultades

### Escuela de Arquitectura
Arquitectura

### Facultad de Administración de Empresas
La facultad de Administración de Empresas, antes llamado Colegio de Comercio, fue establecido en el Campus en 1926 con 70 estudiantes matrículados en un programa nocturno. Desde sus comienzos, ha ofrecido preparación a nivel universitario en muchas áreas de la administración de empresas. También ofrece un programa de bachillerato en Administración de Sistemas de Oficina, que sustituye el grado de Bachillerato en Ciencias Secretariales. Desde sus comienzos, ha ofrecido preparación a nivel universitario en diversas áreas de la Administración de Empresas.
In 1958 the Centre for Commercial Investigations and for Academical Initiatives with the purpose of promoting investigation and contribute in the creation of knowledge in the area of Business Administration. Eventually, Cooperative Education, Link (Enlace), International Commerce Development and Enterprise Development programmes, in order to have a narrower collaboration with business world.
En el año académico 70-71, la Escuela Graduada de Administración de Empresas comenzó a ofrecer la maestría en Administración de Empresas (MBA) siendo la primera en su clase en el Caribe. In addition to Master's Degree the School offers altogether with Law School and the Doctoral Programme of Business Management the MBA/JD Programme which is built towards guidance on professional practice, whilst the Doctoral Programme is orientated towards investigation.
La población de estudiantes en la Escuela de Administración de Empresas está compuesta por aproximadamente 2800 estudiantes sub-graduados y 400 estudiantes graduados. Este rollo de la universidad es la tercera más alta en el Recinto de Río Piedras. De este rollo, casi 530 grados son conferidos por año en "Bachelor's", y 50 en Graduados. 63% de los estudiantes de la universidad son mujeres, similar al 67% de la población del Recinto de Río Piedras de ser mujer.

### Escuela de Comunicación
La Escuela de Comunicación Pública, fundada en 1972, fue la primera en otorgar grados en Comunicación en Puerto Rico.
En el año 2002, tras una revisión curricular, se crearon tres concentraciones:
- Relaciones Públicas,
- Comunicación Audiovisual
- Periodismo

Su principal edificio quedó seriamente afectado tras el impacto del huracán María, por lo cual en la actualidad la administración se ha visto obligada a asignarle salones vacantes en otros edificios para poder reanudar sus labores académicas y administrativas.

### Facultad de Educación
Educación

### Facultad de Estudios Generales

#### Historia
La División de Estudios Generales fue creada en 1943 y se convirtió en facultad en 1945. La creación del programa de estudios generales fue la piedra angular de la Reforma Universitaria de 1942. Dentro del sistema universitario, la Facultad tiene la particularidad de tener una constitución multi e interdisciplinaria, en el que convergen tres grandes secciones del conocimiento: Humanidades (incluyendo al vernáculo español, con sus componentes literarios y lingüísticos), Ciencias Sociales y Ciencias Naturales, e inglés como un segundo idioma, incluyendo sus componentes literarios y lingüísticos.

#### Cursos
La Facultad de Estudios Generales ofrece los siguientes cursos, que variarán según los requisitos establecidos por las facultades a las que el estudiante se dirija.
- Humanidades
- Español
- Inglés
- Ciencias Biológicas
- Ciencias Sociales
- Ciencias Físicas
- Estudios Generales

### Escuela de Derecho
El Edificio de la Escuela de Derecho de la Universidad de Puerto Rico (UPR) fue diseñado por el arquitecto alemán Henry Klumb e inaugurado en 1962. El mismo fue remodelado extensamente por el arquitecto puertorriqueño Segundo Cardona FAIA de Sierra Cardona Ferrer Arquitectos bajo la incumbencia de Antonio García Padilla, cuyo término como decano de la escuela duró dieciséis años (1986-2001).

### Facultad de Ciencias Naturales
Antes fue parte de la Facultad de Artes y Ciencias hasta que esta fue convertida, por recomendación del Consejo de Educación Superior, en las tres facultades de Ciencias Naturales, Ciencias Sociales y Humanidades. Se ha conocido con su actual nombre desde el 16 de julio de 1943. Desde entonces, los programas han ido atemperándose a las necesidades actuales, y se han creado programas nuevos.
Desde el 1960, ofrece programas graduados (maestría en Ciencias y Artes, 1960). Su primer programa doctoral fue en química (1970); en 1982, inicia el programa intercampus de doctorado en Biología y, en 1983, el doctorado interdisciplinario en química – física. En el 2002, inicia el programa doctoral en matemáticas y, en el 2010, el de ciencias ambientales. Hoy en día constituye la Facultad más grande del recinto, con 2,951 estudiantes en total. De estos, el departamento de Biología es consistentemente el que más recibe solicitudes de admisión.
Actualmente, ofrece estudios graduados y subgraduados en los siguientes departamentos y programas:
- Departamento de Biología (biología)
- Departamento de Química (química y química física)
- Departamento de Física (física)
- Programa de Ciencias Ambientales (ciencias ambientales)
- Departamento de Matemáticas (matemáticas)
- Departamento de Ciencias de Cómputos (ciencias de cómputos)
- Programa Interdisciplinario (Programa General de Ciencias Naturales)
- Programa de Nutrición y Dietética (nutrición)

### Facultad de Humanidades
Humanidades

### Facultad de Ciencias Sociales
La Facultad de Ciencias Sociales (CISO) fue fundada en 1943 con la misión de enseñar conocimiento universal en ciencias sociales y la comprensión social del País. De acuerdo a figuras proveídas por la institución en el 2018, es la segunda facultad más grande del recinto al contar con una matrícula total de 2,920 estudiantes. Los ingresados al programa de Psicología constituyen más de un 20% de su estudiantado.
Ofrece estudios en:
- Antropología
- Psicología
- Ciencias Políticas
- Ciencias Sociales (General)
- Consejería de Rehabilitación
- Cooperativismo
- Economía
- Administración Pública
- Trabajo Social
- Geografía
- Relaciones Laborales
- Sociología

### Escuela Graduada de Planificación
Planificación

### División de Educación Continuada
Educación Continuada

## Senado Académico
El Senado Académico del Recinto es una farsa de democracia de la Comunidad Académica. En teoría, sus miembros participan en los procesos institucionales estableciendo reglamentaciones académicas, colaborando con otros organismos universitarios y completando lo mandado por el Reglamento General de la UPR.
El Senado está compuesto por:
- 1 Presidente ex officio (Rector del Recinto)
- 18 senadores ex officio (15 decanos and 3 estudiantes)
- 37 senadores académicos claustrales electos
- 12 senadores académicos estudiantiles electos

### Comisiones
El Capítulo XIV del Reglamento del Senado Académico del Recinto de Río Piedras establece que habrá las siguientes comisiones:
- Comisión de Calendario
- Comisión de Asuntos Académicos
- Comisión de Asuntos Laborales
- Comisión de Asuntos Estudiantiles
- Comisión de Leyes y Reglamentos
- Comisión Académica y Honorífica

## Población del Recinto
- Estudiantes: 21,500
- Facultad: 1,060